# Осман-паша Оздемироглу
Оздемироглу Осман-паша (тур. Özdemiroğlu Osman Paşa, 1527 — 29 октября 1585) — великий визирь Османской империи (1584—1585); военачальник, прославившийся в истории своей страны как завоеватель Кавказа (тур. Kafkas Fatihi).
Осман-паша был сыном мамлюка-черкеса Оздемир-паши и знатной арабской женщины. После завоевания османским султаном Селимом I Мамлюкского султаната в 1517 году отец Османа, Оздемир, перешёл на службу к османам и прославился в кампании по завоеванию Абиссинии. Карьеру Осман начал в 14 лет в Каире, а после смерти отца в 1560 году занял его место на посту бейлербея Хабеша. Следующим местом его службы был Йемен, в завоевании которого его отец также участвовал. Во время йеменской кампании 1568—1570 годов в конфликте Коджа Синан-паши и Лала Мустафа-паши Осман принял сторону последнего, что привело его к опале и едва не стоило ему жизни. В 1578 году Лала Мустафа-паша, назначенный сердаром Иранской экспедиции, взял с собой Осман-пашу, для которого это стало переломным моментом в карьере. Осман-паша сыграл особую роль в победе османов 9 августа 1578 года в битве у озера Чилдыр и в сентябре 1578 года в битве у Коюнгечиди («Овечья переправа») на реке Алазани, а затем вызвался стать бейлербеем Ширвана. Одновременно он получил пост визиря. В 1583 году Осман-паша по приказу Мурада III прибыл в Крым, чтобы заменить хана Мехмеда II Герая, который с 1579 года отказывался направлять войска против персов на Кавказ, его братом Ислямом II Гераем. 28 июля 1584 года после выполнения задания султана Осман-паша был назначен великим визирем. В 1585 году он вернулся в Закавказье и захватил Тебриз, вскоре после чего умер.
Гелиболулу Мустафа Али восхвалял Осман-пашу как «величайшего османского пашазаде (его отец также был пашой) и великого визиря».

## Биография

### Происхождение и ранние годы
После османского завоевания Египта в 1517 году представители бывшей мамлюкской элиты (кыпчаки и черкесы) признали верховную власть османского султана, пополнив ряды военно-бюрократического аппарата Османской империи. Среди них был Оздемир-паша, который за свои заслуги получил прозвища «завоеватель Саны»(тур. San‘a fâtihi) и «покоритель Абиссинии» (тур. Habeşistan Fatihi). По происхождению Оздемир-паша был мамлюком черкесом (один из османских историков, Мустафа Селяники, уточнял, что он черкес из Дагестана) и родственником последнего мамлюкского султана Кансуха аль-Гаури, а его жена происходила из династии Аббасидов. Их сын, Осман, родился в 1527 году в Египте, там же прошло и его детство. Службу он начал с юных лет, в казначейских реестрах сохранились записи о назначаемой ему с 14 лет оплате. Первое время Осман занимал незначительные посты, звание санджакбея он получил лишь в 1560 году. В этом же году (или в предыдущем) умер его отец, Оздемир-паша, который захватил часть Абиссинии, чем положил начало эялету Хабеш. После смерти Оздемира османы были вытеснены с большей части захваченных им территорий, абиссинская армия захватила и уничтожила Дебарву, превращённую ранее Оздемиром в укреплённый город, османские войска отступили в Массауа и Аркико, но и их удерживали с трудом. Всё изменилось, когда в 1561 году бейлербеем в Хабеш на место отца был назначен Осман-паша. Уже в январе 1562 года под власть османов снова перешли Дебарва и её окрестности, а 20 апреля 1562 года, используя соперничество местных правителей, Осман победил императора Эфиопии Минаса в местечке Эндерте на территории региона Тыграй (совпадает с одноимённой современной провинцией). За короткое время новый бейлербей покорил все земли, захваченные прежде его отцом, и расширил территорию эялета, установив османское правление в областях, которые не были завоёваны ранее. После этого Осман-паша возвёл в Массауа в память об отце мечеть с усыпальницей, которую через сто лет видел Эвлия Челеби. В Каир Осман вернулся в августе 1567 года (хотя до 16 января 1568 года являлся бейлербеем Хабеша).

### Йемен
Шехнаме-и Селим-хан (TSM, A. 3595)
В 1567 году до Йемена дошла весть о смерти султана Сулеймана I. Эмир зейдитов аль-Мутахар решил, что пришло время сбросить власть османов, и выступил против них. Новый султан Селим II повелел подавить мятеж, а сердаром объявленной кампании назначил Лала Мустафа-пашу.
Зимой 1567/1568 годов Йемен был разделён на два эялета: Йемен и Сану — Осман был назначен бейлербеем Саны, а бейлербеем Йемена стал Мурад-паша, который вскоре был убит мятежниками, и в итоге Осман-паша возглавил объединённый эялет. В середине 1568 года Осман отправился к месту назначения со значительным военным контингентом.
Тем временем поход сердара Лала Мустафы против зейдитов задерживался: султан приказал необходимые для кампании фураж, экипировку и продовольствие обеспечить за счёт казны Египта, и у Лала Мустафы возник конфликт с бейлербеем Египта Коджа Синан-пашой. Оба они слали в Стамбул бесконечные жалобы и доносы друг на друга. Инструкции, полученные из дивана, Лала Мустафа интерпретировал так, что ему позволено для кампании брать всё необходимое из казны в Каире, однако Синан-паша счёл это оскорбительным нарушением своих прав. В результате отправка армии в Йемен откладывалась более девяти месяцев. Возможно, бейлербей Йемена Осман-паша и сердар Лала Мустафа-паша, ответственные за подавление йеменского мятежа, оттягивали поход, чтобы бросить тень на Коджа Синана-пашу, а возможно, Лала Мустафа не желал рисковать жизнью и судьбой в йеменском высокогорье. Во всяком случае он утверждал, что у него недостаточно войск для опасного похода на зейдитов. В результате было потеряно время, и позиции мятежников упрочились. В своих донесениях Лала Мустафа обвинял Коджа Синана в утаивании средств для кампании, а Синан обвинял Мустафу в её отсрочке. Помимо того, Коджа Синан-паша обвинил Лала Мустафу в организации заговора: якобы Лала Мустафа-паша собирался отравить Синана и отдать Египет своему сыну, Мехмед-бею, правнуку по матери последнего мамлюкского султана Кансуха аль-Гаури. В этом конфликте великий визирь Соколлу Мехмед-паша, находившийся во враждебных отношениях с Лала Мустафой, поддержал Коджа Синан-пашу, тогда как Осман (тоже родственник Кансуха аль-Гаури) был на стороне Лала Мустафы, приобретя тем самым одного влиятельного покровителя и двух высокопоставленных недругов.
В итоге в конце 1568 — начале 1569 года Лала Мустафа-паша был отозван обратно в Стамбул, лишён постов сердара и визиря, а новым сердаром экспедиции султан назначил самого Синан-пашу. Получив сведения о прибытии в Египет своего недруга, Осман-паша предусмотрительно уехал в Йемен, а вскоре после этого в Каир прибыли чиновники (чавуши) расследовать события, связанные с отсрочкой кампании. По словам очевидца событий историка Гелиболулу Мустафы Али, у них был приказ о казни Осман-паши, если они застанут его в Египте. Синан-паша использовал те припасы и войска, которые он не дал ранее Лала Мустафе, и отправился в Йемен. Османская армия разбила силы аль-Мутахара у Таиза, после чего цитадель Таиза капитулировала. После нескольких месяцев стычек, наступлений и отступлений аль-Мутахар запросил мира, и Синан-паша согласился, чем было завершено подавление мятежа.
Во время йеменской кампании Синан-паша попытался уничтожить Осман-пашу. Он пошёл даже на подлог, издав указ о казни Османа на одном из бланков с тугрой султана, которые были у него как у сердара. Спастись Осман-паше удалось, лишь сбежав из Йемена через Мекку в Стамбул. Однако в Стамбуле его ждал ещё один враг — великий визирь Соколлу Мехмед-паша, который не впускал Османа и его людей в столицу. Некоторые историки связывают это не с их противостоянием, а с эпидемией чумы в Стамбуле. Осман якобы жил в палатке за пределами крепостного вала возле Топкапы из-за карантина. Соколлу поддерживал обвинения Синан-паши и настаивал, что Осман-паша заслуживает казни за непослушание. Однако друг и союзник последнего Лала Мустафа-паша (сохранявший влияние как лала султана Селима II) не дал его уничтожить. В итоге, благодаря заступничеству своего покровителя, в 1571 году Осман получил назначение на пост бейлербея Лахсы, а через некоторое время, 9 августа 1573 года, был переведён на аналогичную должность в Басру. На этой должности он пытался помешать португальцам обосноваться в регионе, предприняв несколько рейдов в Ормуз. 2 июня 1576 года Осман был назначен на пост бейлербея Диярбакыра, так и не успев изгнать португальцев из Персидского залива, как ранее его отец прогнал их с Красного моря.

### Иранская кампания

Карта османских завоеваний в ходе Турецко-персидских войн

#### Начало кампании. От Карса до Тифлиса
В 1576 году умер шах Тахмасп I, его наследники растратили накопленные богатства, вражда между соперничавшими эмирами раздробила страну и распылила силы. Через два года султан Мурад III решил, что наступило подходящее время для возобновления военных действий. Великий визирь Соколлу Мустафа-паша был против, но его влияние уже ослабло. В 1578 году началась османо-сефевидская война, сердаром в которой был назначен Лала Мустафа-паша. 3 апреля 1578 года он позвал с собой бейлербея Диярбакыра Осман-пашу, который согласился и прибыл в армию в Эрзурум с войском из 1000 человек.
Перед началом боевых действий Лала Мустафа-паша восстановил несколько крепостей в Карсе и окрестностях, что было явным нарушением Амасьинского мира 1555 года. Кампания началась в августе (9 или 7 числа) 1578 года, когда армия выдвинулась из Эрзурума на восток, вслед за чем последовал захват несколько мелких крепостей. 9 августа на равнине у озера Чылдыр произошло сражение, названное Ибрагимом Печеви «великим». Битва началась, когда 30-тысячное персидское войско под командованием Имамкули-хана и Кара-хана столкнулось с передовыми отрядами османской армии. В критический момент на помощь авангарду успели прибыть бейлербей Эрзурума Бехрам-паша и Осман-паша, который, по словам Печеви, «проявил героизм». До утра следующего дня длилась рукопашная битва, из-за сильного дождя обе стороны не могли использовать огнестрельное оружие. В итоге сефевидские войска были разгромлены, османы захватили богатую добычу, обе стороны понесли большие потери. К сокрушительному разгрому кызылбашей привели междоусобица между эмирами, переход на сторону османов курдов и ошибка Токмак-хана Устаджлу, который считал, что в османской армии не более 40 тысяч человек. Когда ему стало понятно, что он вступил в бой лишь с передовыми отрядами, а сама армия намного больше, Токмак-хан начал отступать.
Победа при Чилдыре открыла для османских войск путь на Грузию. Несмотря на мирный договор 1555 года, разделивший Грузию на сферы влияния Османской империи и Сефевидского государства, местные правители предпочитали подчиняться более сильной стороне. После битвы при Чилдыре к Мустафа-паше прибыли выразить покорность Манучар и Кваркваре IV Джакели из Самцхе-Саатабаго. Царевич Вахтанг Мухранбатони и Бардзим Амилахвари (правившие областями Картлийского царства) вступили с османами в переговоры и признали себя вассалами османского султана, а после того как османы взяли Тифлис, к Мустафа-паше прибыл и царь Кахетии Александр. Он обеспечивал османские войска провизией и принимал участие в боях на стороне османов. Из правителей грузинских государств того времени лишь царь Картли Симон отказался подчиниться османам и вёл с ними войну.
Следующая битва османских и сефевидских войск, в которой Осман-паша также отличился, произошла в сентябре у местечка Коюнгечиди у реки Канык. Персидские войска под командованием Амир-хана Туркмана подошли к Арешу на реке Канык 9 сентября; позже к нему присоединились многие другие кызылбашские эмиры, и в итоге собралось более 20 тысяч воинов. 16 сентября к Каныку прибыла и османская армия. Персидские беи решили отбить у османов вьючных животных, они форсировали Куру и у Коюнгечиди атаковали передовые части османской армии. В ответ отряд османов переправился через приток Куры, Габырры, и османы атаковали с трёх сторон одновременно. Одним из трёх отрядов командовал Осман-паша. Кызылбаши не выдержали и обратились в бегство, пытаясь перейти через мост, но он не выдержал людской массы и рухнул. Находившиеся на мосту утонули, а остальные либо бросились в воду и в итоге тоже пошли ко дну, либо были зарублены. Потери персидской армии в этой битве были огромны — современники оценивали их в 15—20 тысяч человек. Часть кызылбашских беев попали в руки османов и были казнены. Правитель Ширвана Арас-хан Румлу уцелел: он не принимал участия в битве, либо опоздав, либо не сумев переправиться с войском на другой берег. Спасшиеся в битве укрылись на подвластной ему территории. Эта победа открыла османским войскам путь на Ширван.
В Ареше Дервиш-паша (бейлербей Диярбакыра и брат Ферхад-паши Соколовича) и Осман-паша за неделю построили крепость, «окружённую глубоким рвом, с фортами и башнями, со складами для вооружения». В крепости оставили сто пушек и гарнизон под командованием Гейтас-паши. Местное кызылбашское население подверглось преследованиям османов и местных суннитов. На следующий день после того, как крепость была построена, османская армия отправилась к Ширвану.

#### Ширван
У Ширвана наступил поворотный момент в карьере Осман-паши. Первоначально должность бейлербея Ширвана Мустафа-паша предложил Дервиш-паше, после его отказа — другим бейлербеям, но они отказались. Чтобы повысить привлекательность назначения, сердар решил повысить ранг того, кто займёт эту должность, и пообещал, что к должности бейлербея Ширвана он добавит звание визиря. После этого бейлербей Эрзурума Бехрам-паша согласился остаться в Ширване, но почти сразу передумал, сказав, что «лучше сейчас признать себя побеждённым, нежели потом прослыть предателем». В такой ситуации Мустафа-паша уже думал, что в Ширване на зиму придётся остаться ему самому, но положение спас Осман-паша, предложив в последний момент свою кандидатуру. Таким образом, когда Лала Мустафа-паша увёл армию на зиму в Эрзурум, он оставил в Ширване Осман-пашу в ранге бейлербея, повысив его до звания визиря и сердара. В крепостях расположились османские гарнизоны, а Осман-паше как бейлербею Ширвана и Демир-капы Лала Мустафа пообещал оставить, по словам Печеви, небольшое войско из 1000 янычар, более 60 пушек, 200 сундуков боеприпасов и полугодовое жалование для солдат (Мустафа Али писал про 66 пушек и 180 ящиков боеприпасов и вооружения). Также перед уходом в Эрзурум Мустафа-паша провёл переговоры с правителями аварцев, табасаранцев, Кайтага, Кумуха и с Шахрухом Мирзой из рода ширваншахов, которые пообещали оказывать Осман-паше посильную помощь.
Шеджаатнаме, 1586
Однако в итоге, по словам Рахимизаде, Мустафой «не было оставлено даже 1/10 части от того количества войск и казны, которое было обещано» Осману. В условиях нехватки ресурсов Осман-паша решил, что у него «нет иного выхода, кроме как сражаться до самой смерти, не роняя своего достоинства и своей чести». Чтобы пополнить припасы, ему пришлось напасть на Порталоглу Ахмеда, владения которого находились на противоположном от Ареша берегу Куры. Над рекой Кабур перед Арешем Оздемироглу Осман-паша велел построить понтонный мост для того, чтобы совершить набег на Карабах и Мугань. Правитель Ареша, Гейтас-паша, по приказу Осман-паши перешёл Куру по мосту и напал на Порталоглу Ахмеда. Часть кызылбашских воинов бежала сразу, с оставшимися состоялся бой, выигранный османами. Захватив трофеи, Гейтас-паша вернулся к Осман-паше, который не переходил мост со своим отрядом, а стоял на своём берегу, готовый вмешаться.
Чтобы укрепиться в Ширване, Осман-паша должен был либо покорить, либо изгнать, либо убить Арас-хана Румлу, сефевидского беглярбека Ширвана, который успел покинуть Шемаху до прихода османской армии и выжидал на другом берегу Куры. Когда на Арас-хана напал османский отряд численностью около 250 человек, он разбил его, при этом обе стороны понесли ощутимые потери. Осман-паша узнал о поражении и прибыл из Ареша, чтобы лично сразиться с Арас-ханом. Кызылбаши прибегли к излюбленной практике — они опустошили территорию, чтобы лишить противника возможности пополнить запасы продовольствия в походе. Понимая, что без пропитания его войско будет не в состоянии сражаться, Осман-паша укрылся в Шемахе и отложил завоевание Ширвана, тем более что он получил известие о том, что на подходе подкрепление — войско крымского хана. Осман планировал дождаться татар и напасть на Арас-хана с двух сторон одновременно, однако тот неожиданно напал первым и окружил город. Численность кызылбашского войска оценивалась по-разному. Рахимизаде называл цифру 20 тысяч человек, Печеви — 25 тысяч.
Согласно Селяники, сражение за Шемаху началось 17 ноября 1578 года, Печеви указывал более раннюю дату — 9 ноября. Битва продолжалась весь день, и лишь с темнотой обе стороны прекратили сражение. Одновременно с нападением Арас-хана на Шемаху Имамкули-хан и Гейлани Эмир-хан с 10—15 тысячами воинов перешли Куру и напали на Ареш. Вечером Осман-паше пришло сообщение об этом нападении, когда к нему прибыл гонец от Гейтас-паши с просьбой о помощи. Осман-паша выслал на помощь Гейтасу около тысячи воинов (по словам Рахимизаде и Бекира Кютюкоглу), которые прибыли в разгар сражения. Обе битвы (у Шемахи и у Ареша) возобновились утром и продлились весь день. У Ареша османы потерпели поражение, причиной которого Рахимизаде считал неопытность и неумелость Гейтаса, но победу Имамкули-хан одержал благодаря своему военному таланту. Он понял, что османская артиллерия на стенах Ареша опасна для нападающих и даёт османам преимущество, поэтому полководец, имитируя бегство, выманил Гейтаса-пашу в поле подальше от пушек. Гейтас-паша с небольшим отрядом примерно из 250 человек бросился преследовать «отступающего» противника, оказался в окружении и погиб в бою. Почти все его воины либо погибли в бою, либо были забиты местными жителями. Известие о разгроме Гейтас-паши и взятии кызылбашами Ареша дошло до Осман-паши на второй день сражения за Шемаху. Он принял решение скрыть от своих подчинённых печальные новости, чтобы не деморализовать их. На правом фланге османской армии сражались дагестанский Шамхал и бей Санджара Будаг; на левом фланге находился аталык Адиля Герая Мехмед-бей, прибывший раньше своего воспитанника, вместе с ним сражались грузинские вассалы османов (например, Александр), правители Агдаша и Садара. После захвата Ареша Имамкули-хан со своим войском прибыл к Шемахе на помощь Арас-хану. Кызылбаши брали верх в битве, но утром третьего дня, во вторник 11 ноября, на подмогу Осману прибыли татары под командованием Адиля Герая. Это изменило ситуацию, 15 тысяч приведённых свежих воинов спасли османов и разгромили изнурённых битвой сефевидских воинов. Арас-хан мужественно сражался, но попал в плен вместе с сыном Деде-ханом, и оба были казнены. Вместе с ними Осман-паша казнил многих других пленённых сефевидских беев. Потери кызылбашей были огромны, а немногочисленные уцелевшие из них укрылись в горах.

#### Зима 1578—1579 года. Пленение Адиля Герая
После захвата Ширвана правительство шаха выслало к Мураду III посланников, предложивших султану от имени шаха мир на условиях договора в Амасье. Это посольство успеха не возымело, и Сефевиды собрали 80-тысячную армию, во главе которой стал наследник престола Хамза Мирза (малолетний по словам Печеви, 8-летний — по словам Рахимизаде), а фактически командовал визирь Мирза Салман. Численность армии противника, подошедшей к Шемахе 26 ноября 1578 года, османские источники оценивают в 50—100 тысяч человек. Хамза Мирза в течение трёх дней осаждал город. Ещё до начала осады Адиль Герай и санджакбей Ареша Пияле-бей покинули Шемаху, решив разграбить расположенный на другом берегу Куры лагерь Арас-хана. 28 ноября 1578 года они внезапно напали на него и захватили огромное число трофеев. Осман-паша отправил Адилю Гераю письмо, прося бросить добычу и срочно прибыть в Шемаху, но гонец был перехвачен, и Мирза Салман принял решение отправиться навстречу татарам. 28 ноября 1578 года у реки Аксу в местечке Моллахасан Адиль Герай столкнулся с Мирзой Салманом во главе 20-тысячного войска. Беспечный Адиль Герай, предававшийся увеселениям и развлечениям, «ослеплённый красотой своих пленниц», не сумел организовать отпор. Хотя сам крымский царевич «ринулся в бой как разъярённый лев», татары были разгромлены, сам Адиль Герай и Пияле-бей попали в плен. Османские войска находились в подавленном состоянии, поэтому Осман-паша скрыл известие о поражении татар и объявил об их победе. Чтобы придать достоверности рассказу, он велел стрелять из пушек, но правда открылась, и солдаты начали массово дезертировать. Кызылбашское войско из Шемахи направилось в Ареш. После убийства османских командиров и сожжения Арешской крепости сефевидское войско возвратилось в Карабах.
Зимой 1578—1579 годов Осман-паше пришлось оставить Шемаху и отступить в Демир-капы, поскольку он понимал, что не может противостоять атакам персидской армии со своим небольшим войском. Демир-капы привлекал османов не только своей неприступной крепостью, но и тем, что османы рассчитывали на помощь местного суннитского населения, а также дагестанских правителей, в особенности Шамхала. Эта зима была очень тяжёлой, путь армии был трудным. По сообщению Рахимизаде:
«Стояли такие сильные морозы, каких не было со времён потопа Нуха. От стужи одни отмораживали ноги, другие — руки, а большинство несчастных воинов — носы и уши. От обрушившихся на долю [османов] страданий, а также от суровой зимы на тот свет отправилось столько людей, сколько не погибало за всё время с начала восточного похода до настоящего момента. Те, кто ещё был в состоянии передвигаться сам, преодолел этот путь за 7-8 дней, остальные же, вконец истощённые, добрались до Демиркапы в течение 12 дней».
Жители города, узнав о поражениях османов, прогнали их гарнизон, и пришедшему Осман-паше пришлось использовать «то чрезмерную лесть, то безумное насилие», чтобы попасть в крепость. «Непокорных и непослушных» среди населения Осман-паша казнил. Морозы не спадали, люди голодали, на улицах валялись незахороненные тела замёрзших и умерших от голода, ячмень и хлеб стоили огромных денег. Для оплаты воинам средств не было и Осман-паша «нарезал деньги из кожи и пустил в обращение». Уцелевшие в этой кампании воины после возвращения сдавали эти кожаные деньги и обменивали их в казне на настоящие. Через сто лет Эвлия Челеби писал, что в казне местных беев Кабарды сохранилось много этих кожаных акче с тиснением «Султан Мурад сын Селим-хана, завоеватель Шемахи, год 986 [1578-79]».
По мнению Шараф-хана Бидлиси, мать Хамзы Мирзы по недомыслию не предприняла усилий для того, чтобы вытеснить османов из Демир-капы, и возвратилась в Казвин, увезя с собой пленённого Адиль Герая. Засевший в городе Осман-паша, хотя и отрезанный от своих главных сил, продолжал тревожить кызылбашей набегами, ему помогали в этом дагестанцы и повстанческие войска наследника ширваншахов, Абу-Бакра. Демир-капы остался единственным городом Ширвана, в котором удержался турецкий гарнизон с самим Осман-пашой.

#### 1579—1581 годы
Персидский шах Мухаммад Худабенде направил Мехмеду Гераю письмо, он обещал отпустить Адиль Герая в обмен на союз, но крымский хан переслал это письмо султану. В ответ султан призвал Мухаммед Герая отомстить за уже убитого к тому времени Адиль Герая и выступить с армией на помощь Осман-паше. 26 июля 1579 года хан выступил в поход. Вперёд Мехмед Герай отправил санджакбея Азака, Махмуд-бея, хорошо знавшего черкесские, русские и грузинские земли. С 10 тысячами воинов Махмуд-бей за 74 дня дошёл до Демир-капы, сам же Мехмед Герай с армией прибыл позже, в октябре 1579 года. Османские войска были измотаны строительством цитадели в Карсе и постоянными стычками с противником. Ввиду этого, а также скорой зимы, поход на юг пришлось отложить, и татары напали на Ширван. Получив донесение о прибытии крымской орды, из Тебриза навстречу османам выступил Мирза Салман во главе армии эмиров. Однако они не успели, и эмир Ширвана Мухаммед Халифа принял неравный бой лишь со своими силами, предпочтя смерть в бою позорному бегству. Османские источники даже не упоминает об этой стычке, которая известна лишь из персидских источников. Разграбив Ширван, Карабах и Гянжду, татары захватили большую добычу и 20-30 тысяч пленников. Хан вернулся в Крым, оставив вместо себя Газы Герая, заодно обезопасив себя от присутствия последнего в Кефе. С помощью 4-5 тысяч татарских солдат Газы Герая под началом Осман-паша напал на Баку и захватил его. В Баку он занимался нефтяными месторождениями и ремонтом замка. После ухода Мехмеда Герая Осман-паша вместе с отрядом Газы Герая выступил из Демир-капы против соединённого войска местных племен кайтаков, кумыков, табасаранцев и кыпчаков, которые постоянно нападали на османов. В ущелье недалеко от Кюр Кюре богазы (в Кюре) состоялась битва. Начали бой тысяча воинов Газы Герая, затем в сражение вступили османский отряд и артиллерия. По словам Рахимизаде потери османов составили 200 человек убитыми, со стороны же их противников погибли тысячи человек, поскольку войска Осман-паши уничтожили 60-70 селений.
Возможно, этот же поход в других источниках описан как противостояние Мирзе Салману. Мирза Салман совершил рейд с целью выбить Осман-пашу из Баку, но был разбит и бежал, будучи сам ранен, на неоседланной лошади. По слухам, только 300 вражеских солдат смогли выжить в этом рейде. Дата этого события неизвестна, согласно А. Шерефу документы дивана позволяют отнести это событие к началу 1581 года. За этот поход османский султан наградил Газы Герая «премией» в размере 50 000 акче.
Весной 1581 года(Х.Иналджик датировал событие 1580 годом) Газы Герай был взят в плен кызылбашами. Он отказался сотрудничать с ними против османов и был заключён в крепость Аламут.

#### Переговоры
Когда Мурад узнал о положении на Кавказе — о захвате кызылбашами Ширвана, о бегстве Осман-паши в Дамур-Капы, о пленении Адиль Герая — он в гневе сместил с поста сердара Мустафа-пашу и отозвал его в Стамбул, а сердаром назначил его соперника Коджа Синан-пашу. В августе Синан-паша был назначен на пост великого визиря, весть об этом застала его на пути на восток. Синан-паша прибыл в Тифлис, но он торопился вернуться в Стамбул, поэтому инициировал переписку с шахом предлагая начать переговоры. Из Персии к султану был отправлен с дарами посол, Ибрагим-хан Туркман. Осман-паша продолжал удерживать Демир-капы и Баку, поэтому перемирие на старых условиях не входило в планы султана Мурада III. К тому же султан узнал о том, что инициатива к переговорам исходила не от шаха, а от Синан-паша. Разгневавшись, он 6 декабря 1582 года сместил Синан-пашу с поста великого везиря и сердара, а Ибрахим-бека посадил в заключение.

#### Битва с факелами
Положение Осман-паши в Демир-капы было тяжёлым, 4 октября английский купец Христофор Бэрроу наблюдал, как Осман-паше привезли долго ожидаемую казну. По словам англичанина, в деньгах паша очень нуждался, солдаты были готовы к бунту, потому что им долго не платили за службу. В 1582 году Имамкули-хан с 50 тысячной армией, а также с присоединившимися беками Грузии и Дагестана выступил для отвоевания Шемахи. После донесения в Стамбул Осман-паши с описанием обстановки в диване было принято решение об отправке через Крым в Дербенд армии Румелии под командованием санджакбея Силистры Якуб-бея. Ему было приказано в течение трёх месяцев прибыть в Кефе, а уже в Кефе командование экспедиции принял на себя бейлербей Кефе Джафер-паша. Армия прибыла в Дербенд 14 ноября 1582 года, совершив восьмидесятидневный переход. Таким образом, численность османской армии существенно увеличилась, после чего Осман-паша в сопровождении Якуа-бея выступил в поход с целью изгнания Сефевидов из восточного Кавказа. В апреле 1583 года в битве против 6 тысячного отряда персидской армии Якуб-бей получил смертельную рану и погиб. Узнав о смерти Якуб-бея, Осман-паша собрал воинов из Силистрии, ему удалось поднять их боевой дух и убедить отомстить за командира, несмотря на то, что с ними долго не расплачивались. После этого Осман-паша с армией Румелии выступил из Демиркапы навстречу противнику. В состоявшейся битве, которая называлась османами «битва с факелами» и продолжалась три дня и три ночи, Осман-паша одержал одну из своих величайших побед, которая позволила ему укрепиться в Ширване. После битвы Осман-паша дал армии три дня отдохнуть, а затем повел их в Шемаху, где ранее (6 мая 1583 года) было начато строительство крепости. После окончания строительства, длившегося 40 дней, Осман-паша принял изъявление покорности от грузинских и дагестанских правителей и ушёл в Демиркапы. Историки того периода связывают успехи османов в покорении Закавказья с деятельностью Осман-паши.

### Смена хана в Крыму
Ещё в начале кампании султан повелел Мехмеду II Гераю прибыть на Кавказ на помощь Осман-паше с татарской конницей, но хан был так толст, что даже не мог ездить верхом, его возили в телеге, поэтому поход на Кавказ казался ему очень тяжёлым. С татарским войском на Кавказ отправились братья хана и его сын, а сам Мехмед двинулся к Осман-паше лишь после многократных приказов из Стамбула. К тому же он не остался на зиму в Ширване, а вопреки приказам султана вернулся в Крым. С 1579 года хан отказывался направлять войска против персов на Кавказ. В 1582 году, когда через Крым на Кавказ двигалась армия Румелии, Мехмед Герай отказался отправиться в поход вместе с Джафер-пашой. Летом 1583 года на Кавказ прибыл недавно назначенный бейлербеем Румелии и сердаром Ферхат-паша, а Осман-паша получил приказ Мурада III покинуть Кавказ и наказать непокорного Мехмеда II Герая. Однако основная часть османской армии уже была на марше в Эрзурум, поэтому в распоряжении Осман-паши осталось лишь 3000 человек. В это время прибыла казна, присланная из Стамбула, и Осман-паша смог расплатиться с солдатами. 21 октября 1583 года Осман-паша передал дела Джафар-паше и отправился в Крым. Путь до Кефе был тяжёлым, по пути от Бештепе негде было пополнить запасы воды, еды, фуража. Рано наступила очень морозная зима, по словам Печеви «ежедневно гибло 700—800 верховых и вьючных животных», а реку Кубань и Керченский пролив османские войска переходили по льду. Наконец, после трудного пути из Демир-капы Осман-паша достиг Кефе, где Осман-паша предъявил Мехмеду Гераю требования султана. В ответ Мехмед Герай заявил Осману-пашу, что он «падишах, господин хутбы и монеты» (хутба и чеканка монет считались правом независимого правителя), и что никто не имеет права его смещать, а затем с сopoкaтысячным войском осадил Осман-пашу в Кефе. Положение Осман-паши было бы безнадёжным, если бы в семье Гераев было единство. Но Алп Герай, брат Мехмеда, был недоволен тем, что после смерти Адиля Герая Мехмед хотел назначить калгой своего сына, Саадет Герая, а не Алп Герая, по старшинству. Алп Герай пробрался в осаждённый братом город и Осман-паша прибег к хитрости — он объявил Мехмеда низложенным и провозгласил Алп Герая ханом, чтобы разъединить татар. Тем не менее Мехмед продолжал осаждать Кефе, у стен города происходили локальные столкновения между сторонниками Мехмеда и османскими воинами.
Султан одобрил политику разъединения татар, выбранную Осман-пашой, однако вместо Алп Герая из Стамбула отправили в Кефе другого брата Мехмеда — Исляма Герая, проживавшего при дворе султана ещё со времён Сулеймана I и удалившегося со временем в дервишский монастырь в Бурсе. Османского ставленника сопровождала эскадра под командованием прославленного адмирала Улуч Али. Как только эскадра прибыла в Кефе, сторонники Мехмеда Герая заволновались, что привело к массовому уходу от него воинов. Не будучи в состоянии остановить перебежчиков, низложенный хан бежал, пытаясь добраться до ногайцев, но не успел из-за своего веса. Медленно двигавшуюся телегу в Канлыджаке нагнал Алп Герай, который велел удавить Мехмеда. Выполнив таким образом приказ Мурада, Осман-паша вернулся в Стамбул 30 июня 1584 года вместе с флотом Улуч Али.

Миниатюры из Шеджаатнаме (1586), посвящённые походу в Крым
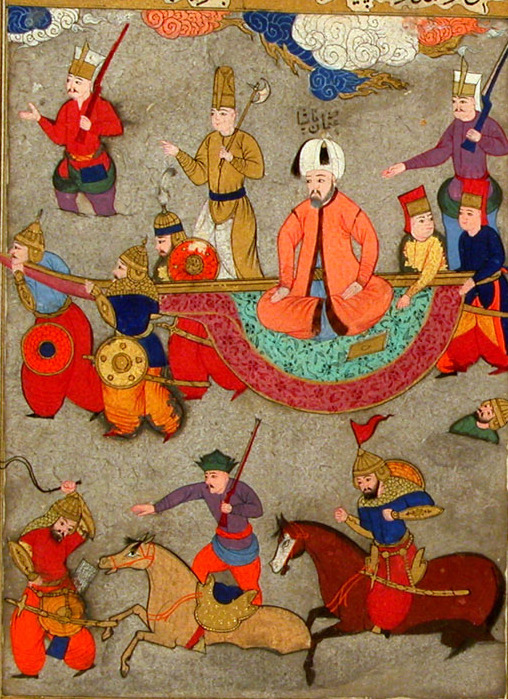
Осман-пашу переносят через завалы снега на носилках (fol. 196)
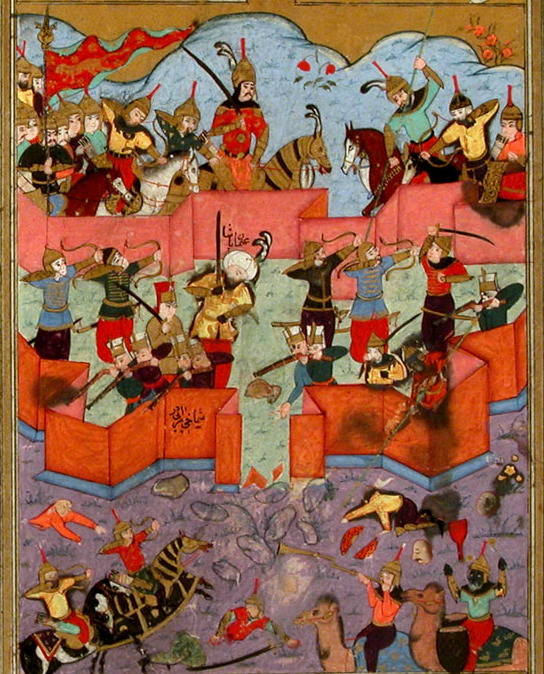
Осман-паша в осаде (fol. 72)
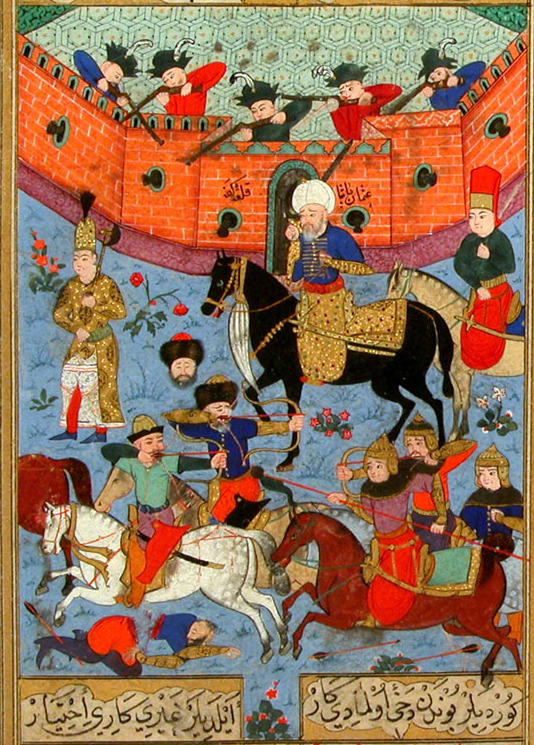
Поражение Мехмеда Герая при осаде Кефе (fol. 213)
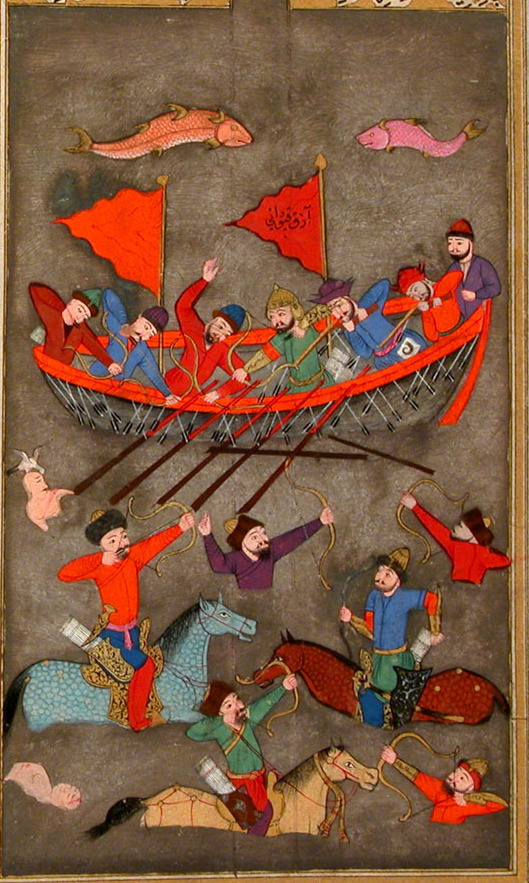
Османский флот в Крыму (fol. 215)

### Великий визирь
По словам источников, народ приветствовал Осман-пашу как победоносного полководца и героя. Тем не менее, османский историк и современник событий Селаники Мустафа писал, что некоторые визири в сговоре с великим визирем Сиявуш-пашой пытались его дискредитировать. Но. несмотря на распускаемые соперниками слухи о том, что Осман употребляет наркотики и алкоголь, Мурад принял Осман-пашу, выслушал его доклад и похвалил, а 28 июля 1584 года султан назначил его великим визирем вместо Сиявуш-паши.
Вскоре после этого Саадет Герай, сын Мехмеда Герая, явился в Крым с войсками ногайцев и донских казаков, и прогнал Исляма Герая из Бахчисарая. Сбежавший в Кефе османский ставленник обратился за помощью к султану, и уже через два месяца после назначения великим визирем Осман-паше было поручено прекратить борьбу между ханами в Крыму. 15 октября 1584 года состоялось последнее заседание совета, заручившись на нём одобрением султаном своих планов, 16 октября Осман-паша направился в Ускюдар для подготовки нового этапа войны на Кавказе и урегулирования крымской проблемы. Осман-паша проконтролировал погрузку и отправку боеприпасов и снаряжения, и 3 ноября отправился в Анатолию для зимовки в Кастамону. Оттуда Осман отправил бейлербея Боснии Ферхат-пашу в Крым из порта Синопа. Сам Осман провёл зиму в Кастамону. Когда вопрос о Крыме был урегулирован, Мурад отправил его в Иран, 15 марта 1585 года его догнал приказ о назначении сердаром на Кавказе.

### Захват Тебриза

Миниатюры из Шеджаатнаме (1586), посвящённые походу в Тебриз
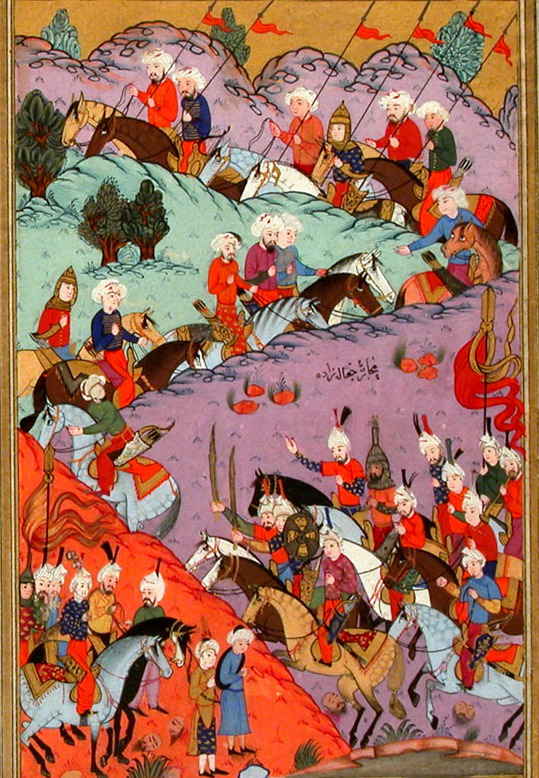
Кызылбаши преследуют османов у Тебриза (fol. 270)
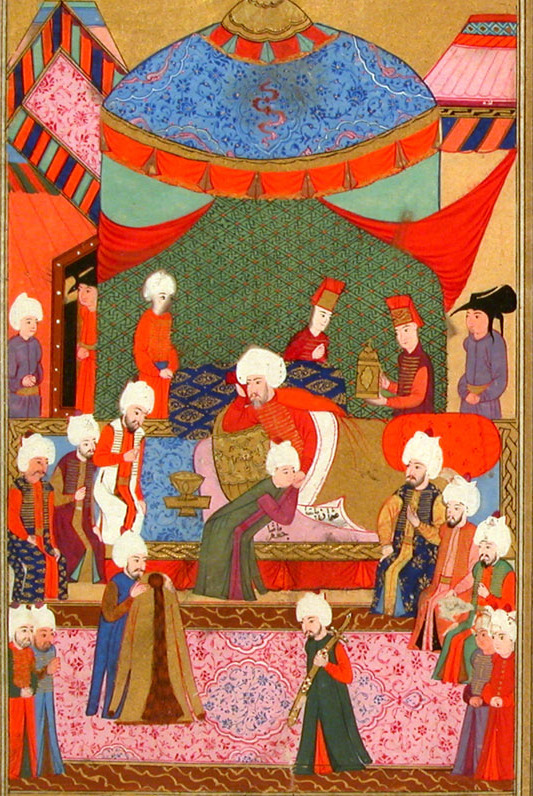
Больной Осман-паша во время похода в Иран (fol. 279)
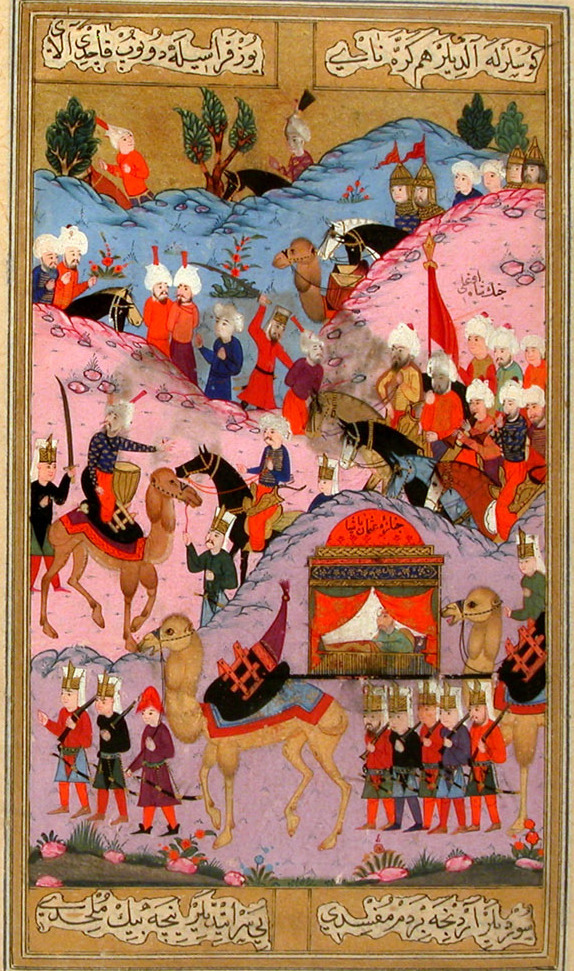
Умершего Осман-пашу переносят в паланкине, как живого (fol. 282)
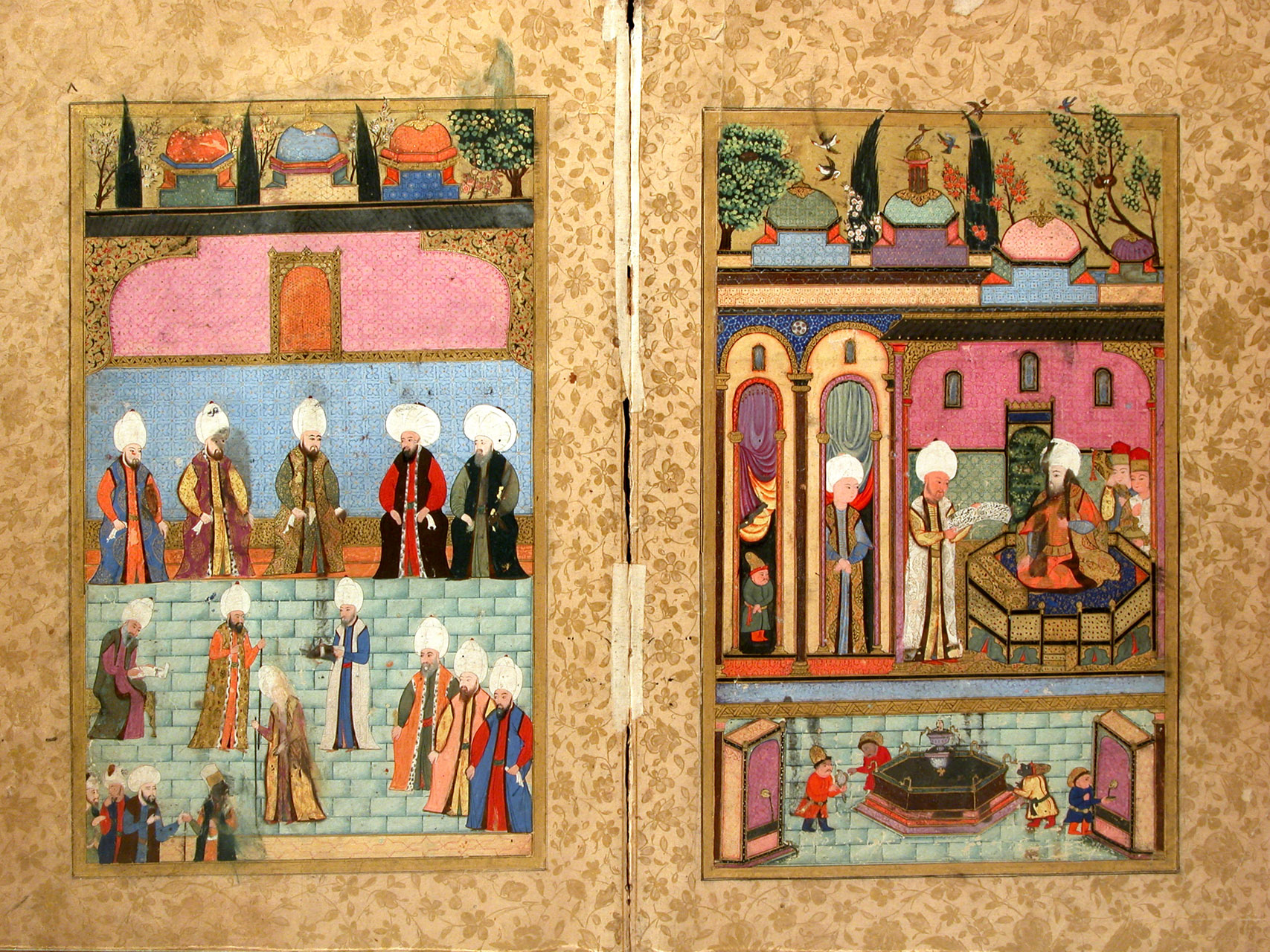
Мурад назначает Осман-пашу великим визирем (fol. 8)

4 апреля, завершив подготовку похода, Осман-паша отправился на восток, в Амасью, где встретился с Ферхат-пашой. На пути Осман-паша делал длительные остановки. В Амасье он пробыл 22 дня, затем в Токате — 20 дней. Затем он прибыл в Сивас, где к нему присоединились бейлербей Анатолии Хасан-паша с 40 тысячным войском и бейлербей Карамана Мурад-паша. В Эрзурум Осман-паша прибыл 2 августа и, пробыв в городе 10 дней. Причины столь длительных остановок неизвестны, возможно, он ожидал дополнительные войска, а возможно, дело было в болезни Османа. Якобы, он был так болен, что не мог ехать верхом и из Эрзурума его везли на паланкине. Орудж-бек Баят писал, что в армии было от 230 до 300 тысяч человек, 50 тысяч из которых Осман-паша решил распустить, как неопытных. По ходу продвижения армии в неё вливались все новые и новые войска. В сентябре 1585 года армия была в Чалдыране, где к ней присоединился бейлербей Вана Джигалазаде Синан-паша с курдскими эмирами. Здесь Осман-паша изменил планы. Если в Эрзуруме он собирался идти на Нахичеван, то в Чалдыране он получил от сбежавшего из плена Газы Герая подтверждение информации об отсутствии и шаха, и Хамзы Мирзы в Тебризе. В связи с этим Тебриз оказался более интересной целью и армия выдвинулась в его направлении. По пути османская армия разрушила несколько населенных пунктов, либо убивая, либо беря в плен их население. Уже около Тебриза Осман-паша узнал, что приближается персидская армия во главе с Хамзой Мирзой. Согласно Эфендиеву О. А., войска Хамзы Мирзы насчитывали не более 20 тысяч человек, Селяники называл цифру 30 тысяч.
В состоявшейся битве авангардом османской армии командовал Джигалазаде Синан-паша, в правом крыле стояли войска бейлербеев Анатолии, Сиваса и Египта, на левом фланге находились бейлербеи Румелии, Карамана и Алеппо, в арьергард Осман-паша поставил войска Эрзурума и Мараша. Османская армия превосходила по численности войска противника, но в сражении, которое длилось два дня, обе стороны понесли большие потери. Рахимизаде писал, что в случае преследования отступавших кызылбашей османы добились бы полной победы, но по словам Печеви потери османов были бы тоже значительны.Опасаясь последствий военного захвата города, жители Тебриза решили сдать его и обратились к Осман-паше, который в ответ запретил погромы и грабежи. Тем не менее часть османских войск не послушалась и ворвалась в город, правители которого были вынуждены принять решение об эвакуации. 20 сентября 1585 года (25 сентября) Тебриз был занят османскими войсками. 29 сентября в Тебризе началось строительство крепости, завершенное за месяц.
Кызылбаши не смирились с потерей города и 15 октября в долине Тимсах состоялась схватка Хамзы Мирзы с небольшим (500 воинов) отрядом Махмуди Хасан-бея, оставленным Синан-пашой. Махмуди Хасан-бей погиб, как и весь его отряд. Осенью 1585 года османы устроили в Тебризе побоище, имущество горожан было разграблено, тысячи мужчин были перебиты, а женщины и дети уведены в плен. Осман-паша не захотел или не смог предотвратить кровопролитие. Тем временем поступили сведения о подходе к Тебризу персидской армии и Осман перебрался в Шамб-и Газан, предместье Тебриза. Это нападение было отражено, а после этого Осман скончался, это произошло в ночь с 29 на 30 октября 1585 года. По словам Орудж-бека, Осман-паша умер от быстротекущей ангины. Смерть сердара была скрыта даже от османских солдат, его переносили в паланкине, как живого, но командование осуществлял Джигалазаде. Однако каким-то образом весть о смерти Османа дошла. По словам Печеви, кызылбаши обрадовались и говорили: «Ваш злой сердар умер!»
Осман-паша завещал похоронить себя в Диярбакыре. Его двухкупольная гробница находится недалеко от нынешней мечети Куршунлу.

## Семья
В 1578 году Осман-паша с целью укрепления союза с шамхалом — правителем Дагестана, женился на дочери его племянника Чупалав-бека (позднее Чупалав-шамхал). Девушка славилась своей красотой, в Стамбуле её называли «Дагестанская красавица». Намык Кемаль в своём романе Джезми, опубликованным в 1880 году, назвал её Рабиа-Михридиль. Шерафеттин Ерель тоже называет её так, однако ни в каком источнике ранее конца XIX века это имя не фигурирует. В 1579 году Осман-паше было предложено стать дамадом, женившись на дочери Селима II, вдове Соколлу Мехмед-паши — Эсмехан-султан. Однако он отказался от этой чести, поскольку женитьба на принцессе подразумевала развод с женой. От брака с племянницей шамхала у Османа осталась дочь. После смерти Осман-паши его вдова вышла замуж за бейлербея Боснии. Орудж-бек и Томмазо Минадои обвинили Осман-пашу в смерти тестя: якобы Осман-паша заподозрил его в связях с шахом, и, когда Шамхал прибыл навестить дочь, Осман-паша казнил его.

## Комментарии
1. ↑  «Пусть воины победоносной армии испытают себя в схватке с врагом и наживутся на его состоянии», — сказал Осман-паша по словам Рахимизаде[31].
2. ↑  Среди казнённых Рахимизаде называл и Имамкули-хана, тогда как Селяники писал, что хан утонул при бегстве. Однако это ошибочные заявления, поскольку Имамкули-хан через 5 лет участвовал в Факельной битве и в боях за Тебриз[36].
3. ↑  Согласно Рахимизаде, удалось спастись лишь тысяче человек из всего войска. Кютюкоглу писал, что с кызылбашской стороны было 8000 погибших и 8000 раненых и пропавших[36].
4. ↑  Печеви утверждал, что это нападение произошло по приказу Осман-паши[44]. По словам историка: «Были захвачены казна Эреш-хана, 70 его красавиц-дочерей и жен и около 50 его красивых наложниц, там же был схвачен его малолетний сын»[46]
5. ↑  Рахимизаде оценивал общее число татарского войска как 80 тысяч человек[56], Печеви в 40-50 тысяч человек [57]
6. ↑   Ибрагим Печеви писал: «Год 992 (1584). Падишах назначил сердаром везира Осман-пашу и сказал ему: „Имея такого, как ты, несообразно посылать кого-то другого сердаром в Иран“»[80].
7. ↑   Историки по-разному описывают роль Осман-паши в этом и обстоятельства трагедии:
  - Печеви писал, что 22 сентября 1585 года несколько персидских отрядов напали на спящих османов и перебили множество солдат во сне, а несколько бродяг перебили около десятка османских солдат в хаммаме. По словам Печеви, когда Осман-паша узнал о нападении, он приказал устроить побоище, длившееся в течение трёх суток. Почти сразу же он пожалел о приказе, но остановить солдат он был уже не в силах[80].
  - Рассказ Искандер-бега Мунши близок к рассказу Печеви. По словам Искандер-бега по ночам горожане нападали на шатры османов, грабили и убивали солдат. За ночь жители Тебриза разрушали стены крепости, строившейся османами. Дошло до того, что в банях был убит османский солдат. Это разгневало Осман-пашу, и он сказал: «Тебризцы мятежники и заслуживают того, чтобы быть убитыми!»[85]
  - По словам Рахимизаде, побоище произошло стихийно[83], а не по приказу Осман-паши. Осман-паша, якобы, пытался предотвратить резню и казнил солдат, причастных к инциденту, но беспорядки в городе продолжались[5].